# Ravyn Lenae
Ravyn Lenae Washington (* 22. Januar 1999 in Chicago, Vereinigte Staaten) ist eine US-amerikanische R&B-Singer-Songwriterin. Sie ist Mitglied des Musikkollektivs Zero Fatigue. Ihre Debüt-EP Moon Shoes erschien 2015 und die Nachfolge-EP Midnight Moonlight 2017. Sie trat bei mehreren Musikfestivals auf und tourte 2017 mit SZA auf ihrer „Ctrl Tour“ und mit Noname auf ihrer „Telefone Tour“. Ihr Debütalbum Hypnos erschien 2022 und ihr zweites Album Bird’s Eye 2024. Aus letzterem entstand ihr bisher kommerziell erfolgreichster Song Love Me Not, der Platz 17 der Billboard Hot 100 erreichte und in mehreren weltweiten Charts in die Top 50 gelangte.

## Leben und Ausbildung
Ravyn Lenae wurde in Chicago, Illinois, geboren. Ihre Mutter stammt aus Panama, ihr Großvater mütterlicherseits spielte dort in einer Doo-Wop-Gruppe. Sie wuchs in der Pullman Christian Reformed Church im äußersten Süden der Stadt auf. Ihr Großvater väterlicherseits, Richard Williams, war 30 Jahre lang Pastor der Gemeinde. Sie führt die Entwicklung ihres Interesses und ihrer Fähigkeiten in der Musik auf ihre Teilnahme an Gottesdiensten zurück. In der Mittelstufe der Roseland Christian School begann Ravyn Lenae, eigene Lieder zu schreiben. Anschließend besuchte sie die Chicago High School for the Arts, wo sie Klassische Musik studierte. Im Mai 2017 schloss sie die Schule mit 18 Jahren ab.

## Musikalische Karriere
Als Schülerin im zweiten Jahr ihrer Highschool-Zeit gab Ravyn Lenae 300 Dollar für eine Studiosession aus, aus der schließlich ihre erste Single Greetings hervorging. Im Jahr 2015 war sie auf Monte Bookers Song Baby zu hören. Booker und Ravyn Lenae bildeten zusammen mit dem Rapper Smino den ursprünglichen Kern des Musikkollektivs Zero Fatigue, das von Chris „Classick“ Innumerable in seinem Aufnahmestudio Classick Studios gegründet wurde. Ravyn Lenaes erste EP Moon Shoes erschien ursprünglich im August 2015 als kostenloser Download, wurde aber 2016 von Atlantic Records und der Three Twenty Three Music Group neu aufgelegt.
Am 3. März 2017 veröffentlichte sie ihre zweite EP Midnight Moonlight. Am 9. Februar veröffentlichte sie ihre dritte EP mit dem Titel Crush, die vollständig von Steve Lacy produziert wurde. Am 1. Februar 2022 veröffentlichte sie mit Steve Lacy Skin Tight, die erste Single ihres Debütalbums Hypnos. Anschließend veröffentlichte sie am 20. Mai 2022 ihr Debütalbum mit Gesang und Produktion von Monte Booker, Steve Lacy, Kaytranada, Fousheé, Mereba, Smino, Sango, Luke Titus, IAmNobodi, Phoelix und Teo Halm. Sie kündigte eine Tournee durch 16 Städte an, die in Neumos in Seattle, Washington, begann. Als Special Guest trat Unusual Demont bei einigen Konzerten auf.
Ravyn Lenae veröffentlichte am 3. Mai 2024 die Singles Love Me Not und Love Is Blind. Diese Veröffentlichungen waren die ersten von vier Songs im Vorfeld ihres zweiten Albums Bird’s Eye. Kurz darauf folgten Dream Girl mit Ty Dolla Sign und One Wish mit Childish Gambino. Am 9. August 2024 veröffentlichte Ravyn Lenae Bird’s Eye und kündigte eine gleichnamige Tournee durch zwölf Städte und sieben Länder an.

## Diskografie
Alben
- 2025: Birds Eye

Singles
- 2025: Love Me Not

## Auszeichnungen für Musikverkäufe
| Goldene Schallplatte - Frankreich - 2025: für die Single Love Me Not - Portugal - 2025: für die Single Love Me Not | Platin-Schallplatte - Neuseeland - 2025: für die Single Love Me Not 2× Platin-Schallplatte - Australien - 2025: für die Single Love Me Not - Kanada - 2025: für die Single Love Me Not |

Anmerkung: Auszeichnungen in Ländern aus den Charttabellen bzw. Chartboxen sind in ebendiesen zu finden.
| Land/RegionAuszeichnungen für Musikverkäufe (Land/Region, Auszeichnungen, Verkäufe, Quellen) | Gold     | Platin     | Verkäufe | Quellen          |
| -------------------------------------------------------------------------------------------- | -------- | ---------- | -------- | ---------------- |
| Australien (ARIA)                                                                            | —        | 2× Platin2 | 140.000  | aria.com.au      |
| Frankreich (SNEP)                                                                            | Gold1    | —          | 100.000  | snepmusique.com  |
| Kanada (MC)                                                                                  | —        | 2× Platin2 | 160.000  | musiccanada.com  |
| Neuseeland (RMNZ)                                                                            | —        | Platin1    | 30.000   | radioscope.co.nz |
| Österreich (IFPI)                                                                            | Gold1    | —          | 15.000   | ifpi.at          |
| Portugal (AFP)                                                                               | Gold1    | —          | 5.000    | Einzelnachweise  |
| Vereinigtes Königreich (BPI)                                                                 | —        | Platin1    | 600.000  | bpi.co.uk        |
| Insgesamt                                                                                    | 3× Gold3 | 6× Platin6 |          |                  |